# Diorhabda lusca
Diorhabda lusca es una especie de insecto coleóptero de la familia Chrysomelidae. Fue descrita por Maulik en 1936.
Causa serio daño a las hojas de Celtis australis. Se encuentra en Pakistán.